# Леона Парамінскі
Леона Парамінскі (*22 серпня 1979, Загреб, СФРЮ) — хорватська акторка. Закінчила академію драматичного мистецтва (Загреб) у 2001 році.

## Вибіркова фільмографія
- Повільна капітуляція (2001)
- Нижче лінії (2003)